# 도쿠가와 아쓰시
도쿠가와 아츠시(일본어: 德川 厚 とくがわ あつし[*], 1874년 (메이지 7년) 9월 2일 - 1930년 (쇼와 5년) 6월 12일)는 메이지부터 쇼와 초기의 사업가이자 정치가이다. 작위로는 남작이다. 호는 류잔(龍山)이다.
토메이 화재 보험 (현 닛신화재해상보험) 이사, 귀족원 의원 등을 역임했다.

## 생애

### 성장
도쿠가와 15대 쇼군이었던 도쿠가와 요시노부의 4남으로 태어났다. 어머니는 측실인 나카네 사치이다. 코바야시 요시치로에게 맡겨졌다. 형들의 요절로 인해, 사실상 요시노부의 장남으로 자라났다. 1882년 (메이지 15년) 11월, 9살의 나이로 도쿠가와 종가에서 분가해, 화족이 되었다. 또한, 도쿠가와 종가 자체의 가독은 1868년에 요시노부로부터 도쿠가와 이에사토에게 넘겨주었다. 1884년 (메이지 17년) 7월 7일, 화족령에 따라, 남작의 작위를 받았다. 또한, 후년에 이르러 요시노부가 공작에 오르고, 새롭게 도쿠가와 요시노부가를 일으키는데, 이곳의 가독은 아츠시의 동생인 도쿠가와 요시히사가 이었다. 그 밖의 동생으로는 도쿠가와 요시노부가에서 분가한 도쿠가와 마코토, 카츠 카이슈 (백작)의 데릴사위가 된 카츠 쿠와시 등이 있다.

### 사업가로써
1887년 3월, 동생 히로시 (후의 이케다 나카히로)와 함께 시즈오카에서 도쿄로 옮겨, 4월에 가쿠슈인에 입학했다. 1888년 7월, 가쿠슈인을 졸업했다. 1895년 12월, 에치젠 후쿠이번주 마츠다이라 슌가쿠의 차녀 사토코와 결혼했다. 1904년, 제 3회 귀족원 남작 의원 선거에서 선출되었으며, 같은 해 10월, 귀족원 의원에 취임하였다. 이후, 1911년, 제 4회 귀족원 남작 의원 선거, 1918년, 제 5회 귀족원 남작 선거에서도 재선되어, 1925년 7월 9일까지 귀족원 의원을 지냈다. 또, 토메이 화재 보험 (후에 도쿄 해상 화재에 합병) 이사도 맡았다. 1927년 (쇼와 2년) 5월, 은거하고, 장남 노부모토에게 가독을 물려주었다. 묘소는 도쿄도 다이토구 우에노의 칸에이지이다.

### 뺑소니 사건
1917년 (다이쇼 6년) 12월에 운전면허를 취득, 아츠시는 스스로 자동차를 운전해 다녔다. 1918년 (다이쇼 7년) 3월 7일 저녁, 제국호텔에서 식사를 하면서 상당한 술을 마셨다. 귀가하는 길도 직접 운전했고, 이미 많이 취했던 그는 자택과 다른 방향으로 운전하고 있었다. 콩자반 판매 수레를 들이 받고, 수레를 끌고 가던 남자가 왼쪽 대퇴부에 전치 3주의 중상을 입었다. 아츠시는 그대로 자동차를 몰고 현장을 떠났지만, 행인이 경찰에 신고했고, 얼마 지나지 않아 붙잡혔다. 아츠시는 만취해있던 상태라 제대로 대답하지 못했다고 한다. 3월 10일, 경시청은 음주운전의 이유로 운전면허의 반납을 명했다. 16일, 우측통행이 도로이사규칙을 위반했다며, 경시청은 10엔의 과태료 처분을 내렸다.

## 인물
"취미가 매우 광범위하여, 경마, 당구, 총사냥, 운동, 회화 등 모두 현인의 경지에 이르렀다" 라는 평가를 받았다.
문학을 좋아해 류잔 (龍山)이라는 호를 썼다. 또, 천리교도이기도 했다.

## 가족
아내인 사토코 (1878년 - 1955년)은 구 에치젠 후쿠이번주 마츠다이라 요시나가의 6녀이다. 5남 2녀의 자녀를 두었다.
- 장남 : 도쿠가와 노부모토 - 아버지 은거 후, 가문을 계승
- 차남 : 도쿠가와 노부토미 - 오오키 엔키치의 딸 노부코의 데릴사위로 가서, 오오키 성씨를 쓰게 되었다
- 3남 : 도쿠가와 노부요시 - 1930년, 사기강도죄로 수감
- 4남 : 도쿠가와 노부토모
- 장녀 : 도쿠가와 키쿠코 (※ 노부히토 친왕비 키쿠코와는 다른 인물임)
- 5남 : 도쿠가와 노부타카 - 형 노부모토의 양자가 되어, 가문을 계승
- 2녀 : 도쿠가와 키와코

|  | 제1대 도쿠가와씨 (종가 분가) 남작 1884년 - 1927년 | 후임 도쿠가와 노부모토 |